# Phaseolibacter
Genre
Phaseolibacter est un genre de bacilles Gram négatifs (BGN) de la famille des Erwiniaceae. Son nom fait référence à Phaseolus vulgaris, nom scientifique du haricot, végétal sur lequel ce genre bactérien a été isolé pour la première fois
En 2022 c'est un genre monospécifique, l'unique espèce connue Phaseolibacter flectens (Johnson 1956) Halpern et al. 2013 étant également l'espèce type du genre.

## Taxonomie
Ce genre a été en créé en 2013 par reclassement d'une espèce auparavant comptée dans le genre Pseudomonas de la famille des Pseudomonadaceae.
Jusqu'en 2016 il était compté parmi les Enterobacteriaceae auquel il était rattaché sur la base de critères phénotypiques. Depuis la refonte de l'ordre des Enterobacterales en 2016 par Adeolu et al. à l'aide des techniques de phylogénétique moléculaire, il a été déplacé vers la famille des Erwiniaceae nouvellement créée.